# Cercidoideae
Cercidoideae potporodica mahunarki u koji je uključen tribus Cercideae s podtribusima Bauhiniinae i Cercidinae, ime je došlo po rodu (Cercis) ili judino drvo. Drugi značajan rod je bauhinija (Bauhinia) koji je dao ime podtribusu Bauhiniinae.

## Opis
Iako je u početku prepoznata na razini plemena, potporodica Cercidoideae uvijek se smatrala monofiletskom i samo su se generičke podjele promijenile tijekom proteklih desetljeća. U trenutnoj taksonomiji, potporodica uključuje 14 rodova, od kojih je nekoliko novo prepoznato ili ponovno uspostavljeno iz Bauhinia sl. Velika većina vrsta u potporodici (oko 400 vrsta) su izdvojeni iz Bauhinia . Nedavne filogenetske analize dovele su do recirkumskripcije parafiletske vrste Bauhinia sl. u nekoliko manjih monofiletskih rodova koji tvore dva sestrinske klade, kladu Bauhinia s Bauhinia L. (c. 230 spp), Brenierea Humbert (1 sp) i Piliostigma Hochst. (6 spp), i kladu Phanera s Phanera Lour. (74 spp), Schnella Raddi (45 spp), Cheniella R.Clark & Mackinder (10 spp), Lysiphyllum (Benth.) de Wit (8 spp), Tylosema (Schweinf.) Torre & Hillc. (5 spp), Gigasiphon Drake (5 spp), Barklya F.Muell. (1 sp) i Tournaya A.Schmitz (1 sp). Sestrinski ovom velikom kladu su mali rodovi Griffonia Baill. (5 spp), Adenolobus (Harv. ex Benth. & Hook.f.) Torre & Hillc. (2 spp) i Cercis L. (9-10 spp) koji čine paafiletičku skupinu, sa sestrom Cercis cijeloj skupini. Potonji je diploidan (2n=14), dok su svi ostali rodovi poliploidni, što sugerira da se udvostručenje cijelog genoma moglo dogoditi u pretku svih Cercidoideae osim Cercis.
Nekoliko filogenetskih analiza sugeriralo je da je Cercidoideae sestra svim mahunarkama, ali najnovije filogenomske analize smještaju Cercidoideae kao sestru Detarioideae, a njih dvije se pojavljuju kao sestre ostalim mahunarkama. Analize vremena diverzifikacije kalibrirane s fosilima otisaka lišća Bauhinia sl (46 Ma) i otisaka lišća i ploda Cercis (34 Ma) sugeriraju srednjeeocensku starost krunskog čvora za potporodicu. Najuočljivije značajke razlikovanja Cercidoideae su jednolistni dvokrilni listovi, zigomorfni, cvjetovi nalik leptiru (sa središnjom laticom koja je najdublje u unutrašnjosti) i apikalni hilum sjemena u obliku polumjeseca – ne pojavljuju se sve te karakteristike u svim rodovima Cercidoideae.

### Glavne značajke
Cercidoideae su drveće, grmlje ili lijane, mnoge s viticama, često s bodljama ili infrastipularnim bodljama. Kod Brenierea grane su modificirane u kladodije. Listovi Cercidoideae su jednolisni i često dvolisni, ili dvolisni s nasuprotnim listićima. Cvjetovi su blago do jako obostrano simetrični, a ponekad papilionasti (leptiroliki, sa središnjom laticom koja je najunutarnjija). Latice su spojene u lopaticu ili dvokraku do peterokraku čašku ili mogu biti slobodne. Općenito je prisutno pet slobodnih latica, ali ponekad su prisutne dvije ili šest, a kod nekih vrsta latica nema. Kada su prisutne, latice su nepravilno preklopljene, s adaksijalnim laticama i često se razlikuju od ostalih latica. Obično ima 10 prašnika u dva vijuga naizmjenične duljine. Mahune su dehiscentne, često eksplozivne s uvijajućim zaliscima, ili nedehiscentne i onda općenito samaroidne. Sjemenke većine Cercidoideae prepoznaju se po neobičnom hilumu u obliku polumjeseca na vrhu.

### Distribucija i ekologija
Vrste Cercidoideae pojavljuju se u nekoliko bioma na svim kontinentima. Nalaze se u umjerenom biomu u Euroaziji, Kini i Sjevernoj Americi, u sukulentnom biomu u južnoj Africi i u biomu prašume u Južnoj i Srednjoj Americi, Aziji i Africi.

## Rodovi
1. Cercis L. (9 spp.)
2. Adenolobus (Harv. ex Benth. & Hook. fil.) Torre & Hillc. (2 spp.)
3. Griffonia Baill. (4 spp.)
4. Gigasiphon Drake (5 spp.)
5. Tournaya A. Schmitz (1 sp.)
6. Tylosema (Schweinf.) Torre & Hillc. (5 spp.)
7. Barklya F. Muell. (1 sp.)
8. Schnella Raddi (47 spp.)
9. Lysiphyllum (Benth.) de Wit (9 spp.)
10. Cheniella R. Clark & Mackinder (10 spp.)
11. Phanera Lour. (104 spp.)
12. Piliostigma Hochst. (6 spp.)
13. Brenierea Humbert (1 sp.)
14. Bauhinia L. (174 spp.)